# Michal Hubáček
Michal "Paradise" Hubáček (* 25. února 1993 Luhačovice) je bývalý český reprezentant v orientačním běhu. Mezi jeho největší úspěchy patří zlatá a stříbrná medaile z mistrovství světa juniorů v orientačním běhu 2013 z Hradce Králové a třetí místo ze štafet na mistrovství světa juniorů v orientačním běhu 2011 konaného v polském městě Wejherowo. V současnosti běhá za český klub TJ Slovan Luhačovice a za švédský klub OK Tisaren, za který startuje ve Skandinávii.

## Sportovní kariéra

### Umístění na MS a ME
| Přehled úspěchů na Mistrovství světa juniorů | Přehled úspěchů na Mistrovství světa juniorů | Přehled úspěchů na Mistrovství světa juniorů | Přehled úspěchů na Mistrovství světa juniorů | Přehled úspěchů na Mistrovství světa juniorů |
| Mistrovství světa juniorů                    | Sprint                                       | Middle                                       | Long                                         | Štafety                                      |
| -------------------------------------------- | -------------------------------------------- | -------------------------------------------- | -------------------------------------------- | -------------------------------------------- |
| Wejherowo 2011                               | 11. místo                                    | 56. místo                                    | 15. místo                                    | 3. místo                                     |
| Košice 2012                                  | 131. místo                                   | 35. místo                                    | 9. místo                                     | 4. místo                                     |
| Hradec Králové 2013                          | 2. místo                                     | 34. místo                                    | 11. místo                                    | 1. místo                                     |

| Přehled úspěchů ve Světovém poháru | Přehled úspěchů ve Světovém poháru | Přehled úspěchů ve Světovém poháru | Přehled úspěchů ve Světovém poháru | Přehled úspěchů ve Světovém poháru |
| Světový pohár                      | Sprint                             | Middle                             | Long                               |                                    |
| ---------------------------------- | ---------------------------------- | ---------------------------------- | ---------------------------------- | ---------------------------------- |
| Španělsko 2014                     | X                                  | 36. místo                          | 57. místo                          |                                    |

### Umístění na MČR
| Umístění na Mistrovství České republiky v orientačním běhu | Umístění na Mistrovství České republiky v orientačním běhu | Umístění na Mistrovství České republiky v orientačním běhu | Umístění na Mistrovství České republiky v orientačním běhu | Umístění na Mistrovství České republiky v orientačním běhu | Umístění na Mistrovství České republiky v orientačním běhu | Umístění na Mistrovství České republiky v orientačním běhu | Umístění na Mistrovství České republiky v orientačním běhu | Umístění na Mistrovství České republiky v orientačním běhu | Umístění na Mistrovství České republiky v orientačním běhu | Umístění na Mistrovství České republiky v orientačním běhu | Umístění na Mistrovství České republiky v orientačním běhu |
| Ročník                                                     | Kategorie                                                  | Klasická                                                   | Krátká                                                     | Sprint                                                     | Dlouhá                                                     | Noční                                                      | Ranking                                                    | Členství v klubu                                           | Štafety                                                    | Kluby                                                      | Sprint. štafety                                            |
| ---------------------------------------------------------- | ---------------------------------------------------------- | ---------------------------------------------------------- | ---------------------------------------------------------- | ---------------------------------------------------------- | ---------------------------------------------------------- | ---------------------------------------------------------- | ---------------------------------------------------------- | ---------------------------------------------------------- | ---------------------------------------------------------- | ---------------------------------------------------------- | ---------------------------------------------------------- |
| MČR 2007                                                   | H16 – mladší dorostenci                                    | 17. místo                                                  | 11. místo                                                  | 15. místo                                                  |                                                            | 6. místo                                                   |                                                            | OOB TJ Slovan Luhačovice                                   |                                                            |                                                            |                                                            |
| MČR 2007                                                   | H18 – starší dorostenci                                    |                                                            |                                                            |                                                            |                                                            |                                                            |                                                            | OOB TJ Slovan Luhačovice                                   | 11. místo                                                  |                                                            |                                                            |
| MČR 2008                                                   | H16 – mladší dorostenci                                    | 8. místo                                                   | 1. místo                                                   | 12. místo                                                  |                                                            | 6. místo                                                   | 879. místo                                                 | OOB TJ Slovan Luhačovice                                   |                                                            |                                                            |                                                            |
| MČR 2008                                                   | H18 – starší dorostenci                                    |                                                            |                                                            |                                                            |                                                            |                                                            |                                                            | OOB TJ Slovan Luhačovice                                   | 3. místo                                                   |                                                            |                                                            |
| MČR 2009                                                   | H16 – mladší dorostenci                                    | 2. místo                                                   | 2. místo                                                   | 2. místo                                                   |                                                            | 4. místo                                                   | 727. místo                                                 | OOB TJ Slovan Luhačovice                                   |                                                            |                                                            |                                                            |
| MČR 2009                                                   | H18 – starší dorostenci                                    |                                                            |                                                            |                                                            | 2. místo                                                   |                                                            |                                                            | OOB TJ Slovan Luhačovice                                   | 4. místo                                                   |                                                            |                                                            |
| MČR 2010                                                   | H18 – starší dorostenci                                    | 2. místo                                                   | 10. místo                                                  | 9. místo                                                   | 4. místo                                                   | 15. místo                                                  | 587. místo                                                 | OOB TJ Slovan Luhačovice                                   | 4. místo                                                   | 1. místo                                                   |                                                            |
| MČR 2011                                                   | H18 – starší dorostenci                                    |                                                            | 4. místo                                                   |                                                            |                                                            | 1. místo                                                   | 319. místo                                                 | OOB TJ Slovan Luhačovice                                   | 5. místo                                                   | 8. místo                                                   |                                                            |
| MČR 2012                                                   | H20 – junioři                                              | disk                                                       | 1. místo                                                   | 3. místo                                                   |                                                            | 36. místo                                                  | OOB TJ Slovan Luhačovice                                   |                                                            |                                                            |                                                            |                                                            |
| MČR 2012                                                   | H21 – muži                                                 |                                                            |                                                            |                                                            |                                                            |                                                            | OOB TJ Slovan Luhačovice                                   |                                                            | 33. místo                                                  |                                                            |                                                            |
| MČR 2013                                                   | H20 – junioři                                              | 5. místo                                                   | 5. místo                                                   | 3. místo                                                   | 2. místo                                                   |                                                            | OOB TJ Slovan Luhačovice                                   | 9. místo                                                   |                                                            |                                                            |                                                            |
| MČR 2013                                                   | H21 – muži                                                 |                                                            |                                                            |                                                            |                                                            | 20. místo                                                  | OOB TJ Slovan Luhačovice                                   |                                                            | 11. místo                                                  |                                                            |                                                            |
| MČR 2014                                                   | H21 – muži                                                 |                                                            | 62. místo                                                  | 9. místo                                                   | 26. místo                                                  | 24. místo                                                  | OOB TJ Slovan Luhačovice                                   |                                                            |                                                            |                                                            |                                                            |
| MČR 2015                                                   | H21 – muži                                                 |                                                            | 16. místo                                                  | 2. místo                                                   |                                                            | 15. místo                                                  | OOB TJ Slovan Luhačovice                                   |                                                            | 6. místo                                                   | 6. místo                                                   |                                                            |
| MČR 2016                                                   | H21 – muži                                                 |                                                            |                                                            | 21. místo                                                  |                                                            | 452. místo                                                 | OOB TJ Slovan Luhačovice                                   |                                                            |                                                            | 17. místo                                                  |                                                            |
| MČR 2017                                                   | H21 – muži                                                 |                                                            | 41. místo                                                  |                                                            |                                                            | 59. místo                                                  | OOB TJ Slovan Luhačovice                                   |                                                            |                                                            | 19. místo                                                  |                                                            |
| MČR 2018                                                   | H21 – muži                                                 |                                                            |                                                            |                                                            |                                                            | 599. místo                                                 | OOB TJ Slovan Luhačovice                                   | 28. místo                                                  | disk                                                       |                                                            |                                                            |
| MČR 2019                                                   | H21 – muži                                                 |                                                            |                                                            |                                                            |                                                            | 517. místo                                                 | OOB TJ Slovan Luhačovice                                   |                                                            |                                                            |                                                            |                                                            |
| MČR 2020                                                   | H21 – muži                                                 |                                                            |                                                            |                                                            |                                                            | 262. místo                                                 | OOB TJ Slovan Luhačovice                                   | 19. místo                                                  |                                                            |                                                            |                                                            |